# Liste der Nummer-eins-Hits in Frankreich (1976)
Diese Liste enthält alle Nummer-eins-Hits in Frankreich im Jahr 1976. Es gab in diesem Jahr 20 Nummer-eins-Singles und 9 Nummer-eins-Alben.

## Singles
| | Liste der Nummer-eins-Hits in Frankreich | Liste der Nummer-eins-Hits in Frankreich | Liste der Nummer-eins-Hits in Frankreich                                                                                   | 1977 →                    |
| \| Zeitraum \| Wo. ges. \| Interpret \| Titel Autor(en) \| Zusätzliche Informationen \| \| (Zeitraum, Wochen auf Platz eins, Interpret, Titel, Autor[en], zusätzliche Informationen) \| \| \| \| \| \| ----------------------------------------------------------------------------------------- \| -------- \| ------------------ \| -------------------------------------------------------------------------------------------------------------------------- \| ------------------------- \| \| 20. Dezember 1975 – 7. Januar 1976 3 Wochen \| 3 \| Sheila \| Quel tempérament de feu Antony Michael David Eyers; französischer Text: Claude Carrère, Jean Charles André Schmitt \| – \| \| 8. Januar 1976 – 14. Januar 1976 1 Woche \| 1 \| Nicolas Peyrac \| Et mon père Nicolas Peyrac \| – \| \| 15. Januar 1976 – 21. Januar 1976 1 Woche \| 1 \| Nestor le Pingouin \| À la pêche aux moules traditionell; Adaption: David Michel \| – \| \| 22. Januar 1976 – 4. Februar 1976 2 Wochen \| 2 \| Joe Dassin \| Ça va pas changer le monde Musik: Giuseppe Previde Massara, Joe Dassin; Text: Vito Pallavicini, Pierre Delanoë \| – \| \| 5. Februar 1976 – 18. Februar 1976 2 Wochen \| 2 \| Dalida \| J’attendrai Musik: Dino Olivieri; Text: Giuseppe Nino Rastelli \| – \| \| 19. Februar 1976 – 3. März 1976 2 Wochen \| 2 \| Sylvie Vartan \| Qu’est-ce qui fait pleurer les blondes? John Theodore Kongos, Peter Leroy \| – \| \| 4. März 1976 – 31. März 1976 4 Wochen \| 4 \| Johnny Hallyday \| Requiem pour un fou Musik: Gerard Gilbert Layani; Text: Gilles Thibaut \| – \| \| 1. April 1976 – 5. Mai 1976 5 Wochen \| 5 \| Brotherhood of Man \| Save Your Kisses for Me Tony Hiller, Martin Barnes, Lee Sheriden \| – \| \| 6. Mai 1976 – 19. Mai 1976 2 Wochen \| 2 \| Les Supporters \| Allez les verts Musik: Jean-Louis d’Onorio de Meo; Text: Jacques Monty \| – \| \| 20. Mai 1976 – 2. Juni 1976 2 Wochen \| 2 \| Michel Sardou \| Je vais t’aimer Jacques Revaux, Michel Charles Sardou, Gilles Thibaut \| – \| \| 3. Juni 1976 – 16. Juni 1976 2 Wochen (insgesamt 6) \| 6 \| Johnny Hallyday \| Derrière l’amour Musik: Salvatore Cutugno; Originaltext: Vito Pallavicini; französischer Text: Pierre Delanoë \| – \| \| 17. Juni 1976 – 30. Juni 1976 2 Wochen \| 2 \| Joe Dassin \| Il etait une fois nous deux Musik: Salvatore Cutugno; Originaltext: Vito Pallavicini; französischer Text: Pierre Delanoë \| – \| \| 1. Juli 1976 – 21. Juli 1976 3 Wochen \| 3 \| Sheila \| Patrick, mon chéri Musik: Herman Hendrik Schmitz; Text: Maria Elisabeth Oostindiën, Wilhelmus Hoebee, Peter Corn Koelewijn \| – \| \| 22. Juli 1976 – 18. August 1976 4 Wochen (insgesamt 6) \| 6 \| Johnny Hallyday \| Derrière l’amour Musik: Salvatore Cutugno; Originaltext: Vito Pallavicini; französischer Text: Pierre Delanoë \| – \| \| 19. August 1976 – 15. September 1976 4 Wochen \| 4 \| Jeanette \| Porque te vas José Luis Perales Morillas \| – \| \| 16. September 1976 – 6. Oktober 1976 3 Wochen \| 3 \| Johnny Hallyday \| Gabrielle Original: Tony Cole; französischer Text: Chris Long, Patrick Larue \| – \| \| 7. Oktober 1976 – 20. Oktober 1976 2 Wochen \| 2 \| Michel Sardou \| La vieille Musik: Jacques Revaux; Text: Michel Charles Sardou, Pierre Delanoë \| – \| \| 21. Oktober 1976 – 27. Oktober 1976 1 Woche \| 1 \| Sheila \| Les femmes Jean Schmitt, Claude Carrère, Christine Charbonneau \| – \| \| 28. Oktober 1976 – 17. November 1976 3 Wochen (insgesamt 5) \| 5 \| Boney M. \| Daddy Cool Musik: Frank Farian; Text: George Reyam \| – \| \| 18. November 1976 – 1. Dezember 1976 2 Wochen \| 2 \| Frédéric François \| San Francisco Musik: Frédéric François; Text: Marino Atria \| – \| \| 2. Dezember 1976 – 15. Dezember 1976 2 Wochen (insgesamt 5) \| 5 \| Boney M. \| Daddy Cool Musik: Frank Farian; Text: George Reyam \| – \| \| 16. Dezember 1976 – 13. Januar 1977 4 Wochen \| 4 \| ABBA \| Money, Money, Money Benny Göran Bror Andersson, Björn K. Ulvaeus \| – \| |                                          |                                          | |                           |
| |                                          |                                          | | → 1977 →                  |
| Zeitraum | Wo. ges.                                 | Interpret                                | Titel Autor(en) | Zusätzliche Informationen |
| (Zeitraum, Wochen auf Platz eins, Interpret, Titel, Autor[en], zusätzliche Informationen) |                                          |                                          | |                           |
| 20. Dezember 1975 – 7. Januar 1976 3 Wochen | 3                                        | Sheila                                   | Quel tempérament de feu Antony Michael David Eyers; französischer Text: Claude Carrère, Jean Charles André Schmitt         | –                         |
| 8. Januar 1976 – 14. Januar 1976 1 Woche | 1                                        | Nicolas Peyrac                           | Et mon père Nicolas Peyrac                                                                                                 | –                         |
| 15. Januar 1976 – 21. Januar 1976 1 Woche | 1                                        | Nestor le Pingouin                       | À la pêche aux moules traditionell; Adaption: David Michel                                                                 | –                         |
| 22. Januar 1976 – 4. Februar 1976 2 Wochen | 2                                        | Joe Dassin                               | Ça va pas changer le monde Musik: Giuseppe Previde Massara, Joe Dassin; Text: Vito Pallavicini, Pierre Delanoë             | –                         |
| 5. Februar 1976 – 18. Februar 1976 2 Wochen | 2                                        | Dalida                                   | J’attendrai Musik: Dino Olivieri; Text: Giuseppe Nino Rastelli                                                             | –                         |
| 19. Februar 1976 – 3. März 1976 2 Wochen | 2                                        | Sylvie Vartan                            | Qu’est-ce qui fait pleurer les blondes? John Theodore Kongos, Peter Leroy                                                  | –                         |
| 4. März 1976 – 31. März 1976 4 Wochen | 4                                        | Johnny Hallyday                          | Requiem pour un fou Musik: Gerard Gilbert Layani; Text: Gilles Thibaut                                                     | –                         |
| 1. April 1976 – 5. Mai 1976 5 Wochen | 5                                        | Brotherhood of Man                       | Save Your Kisses for Me Tony Hiller, Martin Barnes, Lee Sheriden                                                           | –                         |
| 6. Mai 1976 – 19. Mai 1976 2 Wochen | 2                                        | Les Supporters                           | Allez les verts Musik: Jean-Louis d’Onorio de Meo; Text: Jacques Monty                                                     | –                         |
| 20. Mai 1976 – 2. Juni 1976 2 Wochen | 2                                        | Michel Sardou                            | Je vais t’aimer Jacques Revaux, Michel Charles Sardou, Gilles Thibaut                                                      | –                         |
| 3. Juni 1976 – 16. Juni 1976 2 Wochen (insgesamt 6) | 6                                        | Johnny Hallyday                          | Derrière l’amour Musik: Salvatore Cutugno; Originaltext: Vito Pallavicini; französischer Text: Pierre Delanoë              | –                         |
| 17. Juni 1976 – 30. Juni 1976 2 Wochen | 2                                        | Joe Dassin                               | Il etait une fois nous deux Musik: Salvatore Cutugno; Originaltext: Vito Pallavicini; französischer Text: Pierre Delanoë   | –                         |
| 1. Juli 1976 – 21. Juli 1976 3 Wochen | 3                                        | Sheila                                   | Patrick, mon chéri Musik: Herman Hendrik Schmitz; Text: Maria Elisabeth Oostindiën, Wilhelmus Hoebee, Peter Corn Koelewijn | –                         |
| 22. Juli 1976 – 18. August 1976 4 Wochen (insgesamt 6) | 6                                        | Johnny Hallyday                          | Derrière l’amour Musik: Salvatore Cutugno; Originaltext: Vito Pallavicini; französischer Text: Pierre Delanoë              | –                         |
| 19. August 1976 – 15. September 1976 4 Wochen | 4                                        | Jeanette                                 | Porque te vas José Luis Perales Morillas                                                                                   | –                         |
| 16. September 1976 – 6. Oktober 1976 3 Wochen | 3                                        | Johnny Hallyday                          | Gabrielle Original: Tony Cole; französischer Text: Chris Long, Patrick Larue                                               | –                         |
| 7. Oktober 1976 – 20. Oktober 1976 2 Wochen | 2                                        | Michel Sardou                            | La vieille Musik: Jacques Revaux; Text: Michel Charles Sardou, Pierre Delanoë                                              | –                         |
| 21. Oktober 1976 – 27. Oktober 1976 1 Woche | 1                                        | Sheila                                   | Les femmes Jean Schmitt, Claude Carrère, Christine Charbonneau                                                             | –                         |
| 28. Oktober 1976 – 17. November 1976 3 Wochen (insgesamt 5) | 5                                        | Boney M.                                 | Daddy Cool Musik: Frank Farian; Text: George Reyam                                                                         | –                         |
| 18. November 1976 – 1. Dezember 1976 2 Wochen | 2                                        | Frédéric François                        | San Francisco Musik: Frédéric François; Text: Marino Atria                                                                 | –                         |
| 2. Dezember 1976 – 15. Dezember 1976 2 Wochen (insgesamt 5) | 5                                        | Boney M.                                 | Daddy Cool Musik: Frank Farian; Text: George Reyam                                                                         | –                         |
| 16. Dezember 1976 – 13. Januar 1977 4 Wochen | 4                                        | ABBA                                     | Money, Money, Money Benny Göran Bror Andersson, Björn K. Ulvaeus                                                           | –                         |

## Alben
| | Liste der Nummer-eins-Hits in Frankreich | Liste der Nummer-eins-Hits in Frankreich | Liste der Nummer-eins-Hits in Frankreich | 1977 →                    |
| \| Zeitraum \| Wo. ges. \| Interpret \| Titel \| Zusätzliche Informationen \| \| (Zeitraum, Wochen auf Platz eins, Interpret, Titel, zusätzliche Informationen) \| \| \| \| \| \| ------------------------------------------------------------------------------ \| -------- \| ------------------ \| ----------------------------- \| ------------------------- \| \| 1. Januar 1976 – 28. Januar 1976 4 Wochen (insgesamt 9) \| 9 \| Jean Ferrat \| Ferrat 76 \| – \| \| 29. Januar 1976 – 25. Februar 1976 4 Wochen (insgesamt 16) \| 16 \| Pink Floyd \| Wish You Were Here \| – \| \| 26. Februar 1976 – 24. März 1976 4 Wochen \| 4 \| Daniel Guichard \| Je t’aime tu vois \| – \| \| 25. März 1976 – 26. Mai 1976 9 Wochen \| 9 \| The Rolling Stones \| Black and Blue \| – \| \| 27. Mai 1976 – 30. Juni 1976 5 Wochen \| 5 \| Kraftwerk \| Radio-Activity \| – \| \| 1. Juli 1976 – 29. September 1976 13 Wochen \| 13 \| Johnny Hallyday \| Derrière l’amour \| – \| \| 30. September 1976 – 27. Oktober 1976 4 Wochen \| 4 \| Dave \| Tant qu’il y aura \| – \| \| 28. Oktober 1976 – 29. Dezember 1976 9 Wochen \| 9 \| Georges Brassens \| Nouvelles chansons – Don Juan \| – \| \| 30. Dezember 1976 – 6. Januar 1976 1 Woche \| 1 \| Interpret \| Titel \| – \| \| 30. Dezember 1976 – 6. Januar 1977 1 Woche \| 1 \| Alain Barrière \| Si tu te souviens \| – \| |                                          |                                          |                                          |                           |
| |                                          |                                          |                                          | → 1977 →                  |
| Zeitraum | Wo. ges.                                 | Interpret                                | Titel                                    | Zusätzliche Informationen |
| (Zeitraum, Wochen auf Platz eins, Interpret, Titel, zusätzliche Informationen) |                                          |                                          |                                          |                           |
| 1. Januar 1976 – 28. Januar 1976 4 Wochen (insgesamt 9) | 9                                        | Jean Ferrat                              | Ferrat 76                                | –                         |
| 29. Januar 1976 – 25. Februar 1976 4 Wochen (insgesamt 16) | 16                                       | Pink Floyd                               | Wish You Were Here                       | –                         |
| 26. Februar 1976 – 24. März 1976 4 Wochen | 4                                        | Daniel Guichard                          | Je t’aime tu vois                        | –                         |
| 25. März 1976 – 26. Mai 1976 9 Wochen | 9                                        | The Rolling Stones                       | Black and Blue                           | –                         |
| 27. Mai 1976 – 30. Juni 1976 5 Wochen | 5                                        | Kraftwerk                                | Radio-Activity                           | –                         |
| 1. Juli 1976 – 29. September 1976 13 Wochen | 13                                       | Johnny Hallyday                          | Derrière l’amour                         | –                         |
| 30. September 1976 – 27. Oktober 1976 4 Wochen | 4                                        | Dave                                     | Tant qu’il y aura                        | –                         |
| 28. Oktober 1976 – 29. Dezember 1976 9 Wochen | 9                                        | Georges Brassens                         | Nouvelles chansons – Don Juan            | –                         |
| 30. Dezember 1976 – 6. Januar 1976 1 Woche | 1                                        | Interpret                                | Titel                                    | –                         |
| 30. Dezember 1976 – 6. Januar 1977 1 Woche | 1                                        | Alain Barrière                           | Si tu te souviens                        | –                         |